# Киртелинка
Киртелинка — река в Тетюшском районе Татарстана, левый приток Кильны (бассейн Свияги).

## География
Длина реки 13 км, площадь бассейна 52,3 км². Исток в лесах в Щучьих горах на юге района, в 3 км к юго-востоку от деревни Васильевка. От истока течёт к упомянутой деревне и далее по изрезанной оврагами открытой местности на север через Красный Восток и Киртели. Впадает в Кильну по левому берегу в деревне Жуково (в 21 км от устья). Высота устья — 91 м над уровнем моря.
Крупнейший приток — ручей Шемякин, впадает в верховьях слева.
Реку пересекают автодорога Ульяновск — Тетюши (у Киртели) и подъездная дорога от неё в деревне Жуково.

## Гидрология
Река со смешанным питанием, преимущественно снеговым. Замерзает в начале ноября, половодье в конце марта. Средний расход воды в межень у устья — 0,009 м³/с.
Густота речной сети водосбора 0,33 км/км², лесистость 35 %. Годовой сток в бассейне 85 мм, из них 80 мм приходится на весеннее половодье. Общая минерализация от 200 мг/л в половодье до 500 мг/л в межень.

## Данные водного реестра
По данным государственного водного реестра России относится к Верхневолжскому бассейновому округу, водохозяйственный участок реки — Свияга от села Альшеево и до устья, речной подбассейн реки — Волга от впадения Оки до Куйбышевского водохранилища (без бассейна Суры). Речной бассейн реки — (Верхняя) Волга до Куйбышевского водохранилища (без бассейна Оки).
Код водного объекта в государственном водном реестре — 08010400612212100002451.